# Поповка (Сокольский район)
Поповка — деревня в Сокольском районе Вологодской области.
Входит в состав Нестеровского сельского поселения, с точки зрения административно-территориального деления — в Нестеровский сельсовет.
Расстояние по автодороге до районного центра Сокола — 43 км, до центра муниципального образования Нестерова — 12 км. Ближайшие населённые пункты — Грибцово, Медведево, Вахнево.
По данным переписи в 2002 году постоянного населения не было.